# 中村渉
中村 渉（なかむら わたる、1979年8月19日 - ）は、青森県出身の元プロ野球選手（投手、左投左打）、野球指導者。
従兄弟に元サッカー選手の石亀晃がいる。

## 経歴
五戸町出身。青森県立八戸西高等学校では県大会2回戦が最高成績で、全国的には無名だった。
青森大学では細川亨と同級生だったが、中村は大学進学直後に肘を痛め、また人間関係が合わなかったこともあり、公式戦に1度も登板することなく3年生の春に退部した。その後は同好会で野球を楽しみながら、アメリカンフットボール部に入部した変り種であった。
大学卒業時には肘の痛みは完治しており、実家の畳屋「中村畳工店」を手伝いながら地元のクラブチーム・三菱製紙八戸クラブに入部し、引き続き野球を楽しんでいた。
2004年、都市対抗野球2次予選でプレーした際に中村のピッチングに注目したJT関係者は、チームがこの年限りで廃部になる最後の夏の補強選手として唯一中村を選出。プロ野球のスカウトはおろか、社会人野球ファンですらほとんどが中村を知らない中、中村は本大会準々決勝で名門・東芝を5安打完封し、同大会最大の番狂わせの主役となった。大会終了後、中村はプロのスカウトの注目株となるほか、他の社会人・企業チームから移籍の誘いを受けた。その年のドラフト会議で北海道日本ハムファイターズから7巡目に指名を受け、八戸西高校および三菱製紙八戸クラブから初のプロ野球選手輩出となった。
プロでは3年間で一軍登板はなく、二軍でも目立った活躍ができず、2007年シーズン終了後に球団から戦力外通告を受けた。
一時は現役を引退して会社員となるも、2008年に三菱製紙八戸クラブにコーチ兼投手として復帰した。
2016年より家業を継ぎ、畳屋「中村畳工店」の職人となった。その傍ら2017年より母校である八戸西高等学校のコーチに就任し、チームは2021年の第93回選抜高等学校野球大会に21世紀枠で初出場を果たした。

## 詳細情報

### 年度別投手成績
- 一軍公式戦出場なし

### 背番号
- 48 （2005年 - 2007年）